# 霍营东站
霍营东站位于中国北京市昌平区霍营街道与东小口镇交界处回龙观东大街与霍营东路交叉口，因位于霍营街道东部得名，是北京地铁13-18北段贯通线的地铁车站。

## 历史
2024年11月25日，回龙观东站主体结构封顶。
2025年3月20日，北京市规划和自然资源委员会公布13号线扩能提升工程命名预案，拟将本站命名为霍营东站。
2025年8月18日，北京市规划和自然资源委员会发布地名公告，将本站正式命名为霍营东站。

## 出入口
霍营东站计划设4个出入口。